# Odell, Nebraska
Odell är en ort (village) i Gage County i Nebraska. Vid 2020 års folkräkning hade Odell 260 invånare.